# Arnoud Raskin

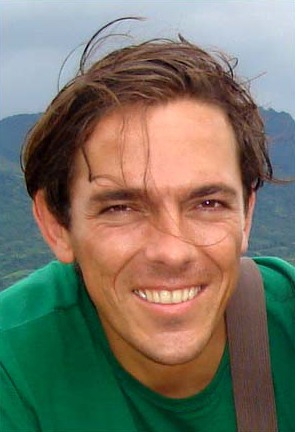
Arnoud Raskin

Arnoud Raskin (Bilzen, 23 februari 1973), is een Belgisch sociaal ondernemer bekend als de initiatiefnemer en medeoprichter van Mobile School en StreetwiZe, die samen een hybride organisatie vormen.

## Achtergrond
Raskin studeerde in 2001 af als industrieel vormgever aan de Katholieke Hogeschool Limburg. Voor zijn thesis ontwikkelt Arnoud zijn eerste prototype van de mobiele school.

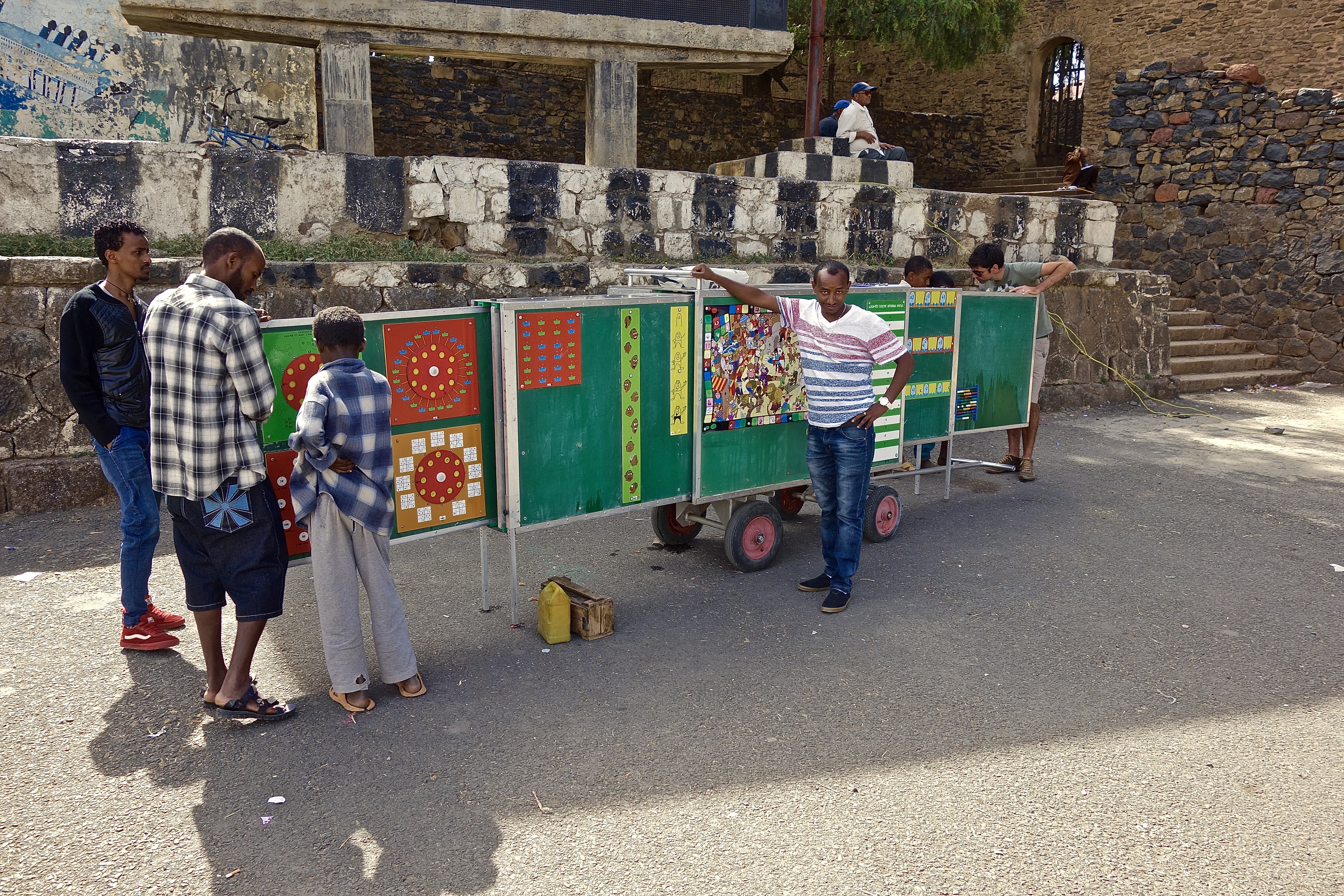
Mobiele School

In plaats van de zoveelste staafmixer wil Arnoud een product ontwikkelen voor hen die het echt nodig hebben: straatkinderen. Een eerste contact met straatkinderen had Arnoud Raskin in Colombia. Hij ging er zelf werken als straathoekwerker en vond er de sleutel voor wat later zijn afstudeerproduct zou worden: "de mobiele school". Op vrijwillige basis trok hij nadien ook nog door Ecuador, Peru en Bolivia. Met de informatie die hij zo opdeed en met de hulp van vrijwilligers van een educatieve werkgroep en de medewerking van de technische school Provinciale Secundaire School Bilzen -gelegen in zijn thuisbasis- werd zijn thesisproject een echte mobiele school. Hiervan waren na één jaar twee exemplaren klaar waren om ze uit te testen bij de enige relevante jury: de straatkinderen. In Bolivia en Guatemala werd met de twee prototypes in 2000 gestart bij plaatselijke ngo's (niet-gouvernementele organisaties): Enda (El Alto – Bolivië) en Casa Alianza (Guatemala City).
De compacte rijdende box kan telescopisch worden opengeschoven tot een groot bord van 6 meter lengte. Dit is aan twee kanten gevuld met educatieve materialen en leerspellen. Er ontstaat op die manier 12 meter spel- en leerruimte.

## Mobile School vzw
Door het televisiereportage ‘Napels Zien’ kreeg Raskin zijn project media-aandacht in Vlaanderen, wat het aanwerven van vrijwilligers en de fondsenwerving bevorderde. In 2002 bracht hij samen met psychologe Ann Van Hellemont zijn project onder in de stichting Mobile School vzw, na een filantropische investering van Solid International, de stichting van de familie Verelst. Die stichting financierde tussen 2002 en 2007 de werkingskosten van de organisatie zodat andere giften integraal naar de mobile school projecten konden gaan.
In 2003 en 2004 werden er vijf mobiele schooltjes gestuurd naar Colombia, Venezuela, de Dominicaanse Republiek en Peru. Ondertussen rijden er 74 schooltjes rond in 39 landen, verspreid over vier continenten.
| Continent | Land        | Continent       | Land                   |
| --------- | ----------- | --------------- | ---------------------- |
| Afrika    | Ethiopië    | Latijns-Amerika | Argentinië             |
|           | Kameroen    |                 | Bolivia                |
|           | Kenia       |                 | Brazilië               |
|           | Mozambique  |                 | Chili                  |
|           | Tanzania    |                 | Colombia               |
|           | Malawi      |                 | Peru                   |
|           | Togo        |                 | Dominicaanse Republiek |
|           | Oeganda     |                 | Ecuador                |
|           | Zambia      |                 | Guatemala              |
|           | Zuid-Afrika |                 | Haïti                  |
| Azië      | Bangladesh  |                 | Venezuela              |
|           | Cambodja    |                 | Mexico                 |
|           | Filipijnen  |                 | Nicaragua              |
|           | India       |                 |                        |
|           | Jordanië    |                 |                        |
|           | Nepal       |                 |                        |
|           | Sri Lanka   |                 |                        |
|           | Turkije     |                 |                        |
| Europa    | Albanië     |                 |                        |
|           | Duitsland   |                 |                        |
|           | Georgië     |                 |                        |
|           | Griekenland |                 |                        |
|           | Litouwen    |                 |                        |
|           | Polen       |                 |                        |
|           | Roemenië    |                 |                        |
|           | Spanje      |                 |                        |

Het speelse leren via de mobiele scholen richt zich vooral op het opnieuw opbouwen van de eigenwaarde van de kinderen.
Uitgaande van de visie van duurzame ontwikkeling vond hij dat hij de kinderen niet de vis moest geven, maar hen zelf de vis moest leren vangen.

## StreetwiZe
Dit verhaal predikend, vond Arnoud Raskin dat hij consequent moest zijn met zijn organisatie en dus ook onafhankelijk moest worden, om in de toekomst zelfbedruipend te zijn. Hij volgde eerst zelf het Young Management Program van de Vlerick School (2005-2006) en schreef tijdens zijn opleiding het business plan voor StreetwiZe, een bedrijf dat actief is in managementopleidingen. Het product van Mobile School was op dat moment al tien jaar 'educatie', weliswaar in het milieu van straatkinderen. Straatkinderen zijn voor MobileSchool.org een inspiratie. Geen enkele omgeving is meer onzeker en vijandig dan de ruige straat waarin deze kinderen overleven. De organisatie leerde reeds verschillende buitengewone jongens en meisjes kennen dat het onmogelijke mogelijk maken, ondanks de uitdagende context waarin ze leven.
Met deze achtergrond biedt StreetwiZe een totaal andere visie op managementopleidingen. StreetwiZe vertaalt de ‘street skills’ (positieve focus, wendbaarheid en veerkracht, coöperatieve competitie en proactieve creativiteit) van de straatkinderen naar vernieuwende leiderschapstrainingen, workshops en keynotes voor bedrijven.
De volledige winst van StreetwiZe wordt dan geherinvesteerd in de straatkinderen via Mobile School. Zo slaagt StreetwiZe er in 2015 in in om ruim 86 procent van het totale budget te dekken en kan het gezien worden als een hybride organisatie.

## Internationale erkenning
In maart 2009 won Raskin de ANV-Visser Neerlandia-prijs, op voorstel van een Limburgse afdeling van de Marnixring. In 2010 werd Raskin uitgenodigd om een TedTalk te geven in Boekarest over zijn verhaal. Sinds 2011 is hij een Ashoka fellow (internationale organisatie die vernieuwende sociale ondernemers steunt). In 2012 mocht hij zijn TedTalk opnieuw doen, maar deze keer in Hasselt op TedxEutropolis. In 2013 was hij een van de drie sprekers op de ‘The Igniting Innovation Summit on Social Entrepreneurship’ van Harvard University in Boston. Hij was toen ook een van de sprekers op het ‘International Festival on Social Innovation’ in Chili.
Gebaseerd op deze ervaringen ontwikkelde Raskin via StreetwiZe een keynote die nu op verschillende grote evenementen (Ashoka-events, Top 250 Leadership Meeting Coca-Cola te Berlijn (2015), BASF (2015)) wordt gegeven.

## Los Easy Riders
Los Easy Riders (2013) is een televisieprogramma van Vier, waarin Arnoud samen met televisiemaker Paul Van Rooy reist met de motor door Latijns-Amerika (Colombia, Ecuador, Peru en Bolivia) langs verschillende Mobile School-projecten, waar ze oude vrienden ontmoeten. Langs de 8000 kilometer lange motortocht leren Arnoud en Polle niet enkel hoe het voelt om over onverhard terrein te rijden, maar merken ook hoe het reizen met de motor hun letterlijk en figuurlijk dichter bij mensen brengt.

## Boek
In 2014 schreef Arnoud Raskin een boek StreetwiZe: lessen van straatkinderen voor managers dat momenteel aan zijn derde druk is bij uitgeverij Lannoo.